# Wiktoria Kawecka
Wiktoria Kawecka (ur. 3 marca 1875 w Warszawie, zm. 22 stycznia 1929 tamże) – polska śpiewaczka operetkowa, primadonna Operetki Warszawskiej.

## Życiorys
Była córką Wincentego Kaweckiego, pracownika Warszawskich Teatrów Rządowych.
Dość wcześnie rozpoczęła naukę śpiewu u Bronisławy Dowiakowskiej i Honoraty Majeranowskiej.
Debiutowała 14 lutego 1893 w operetce Karola Millöckera Student żebrak. Od roku 1898 była primadonną Operetki Warszawskiej. Wyszła za mąż za Bolesława Wielogłowskiego (1870-1939).
Od 1901 roku występowała w Teatrze Nowości, warszawskim teatrze operetkowym. Często wyjeżdżała na tournée do Rosji.

### Światowa kariera
W roku 1909 przybyła jej konkurencja – primadonna Lucyna Messal, zwana Messalką, którą Ludwik Śliwiński zatrudnił do Teatru Nowości. Kawecka wolała usunąć się ze sceny niż rywalizować z młodszą rywalką, dlatego też w 1910 roku przeniosła się do Sankt Petersburga, gdzie występowała w teatrach „Buff” i „Cristal Palace”, śpiewając główne role w językach polskim i rosyjskim. Odnosiła w Rosji wielkie sukcesy, śpiewała również w Moskwie, Kijowie, Odessie, Charkowie.
W 1913 roku występowała również w Londynie w teatrze „Opera house”.
Nagrywała także wiele płyt gramofonowych dla Syreny Rekord.

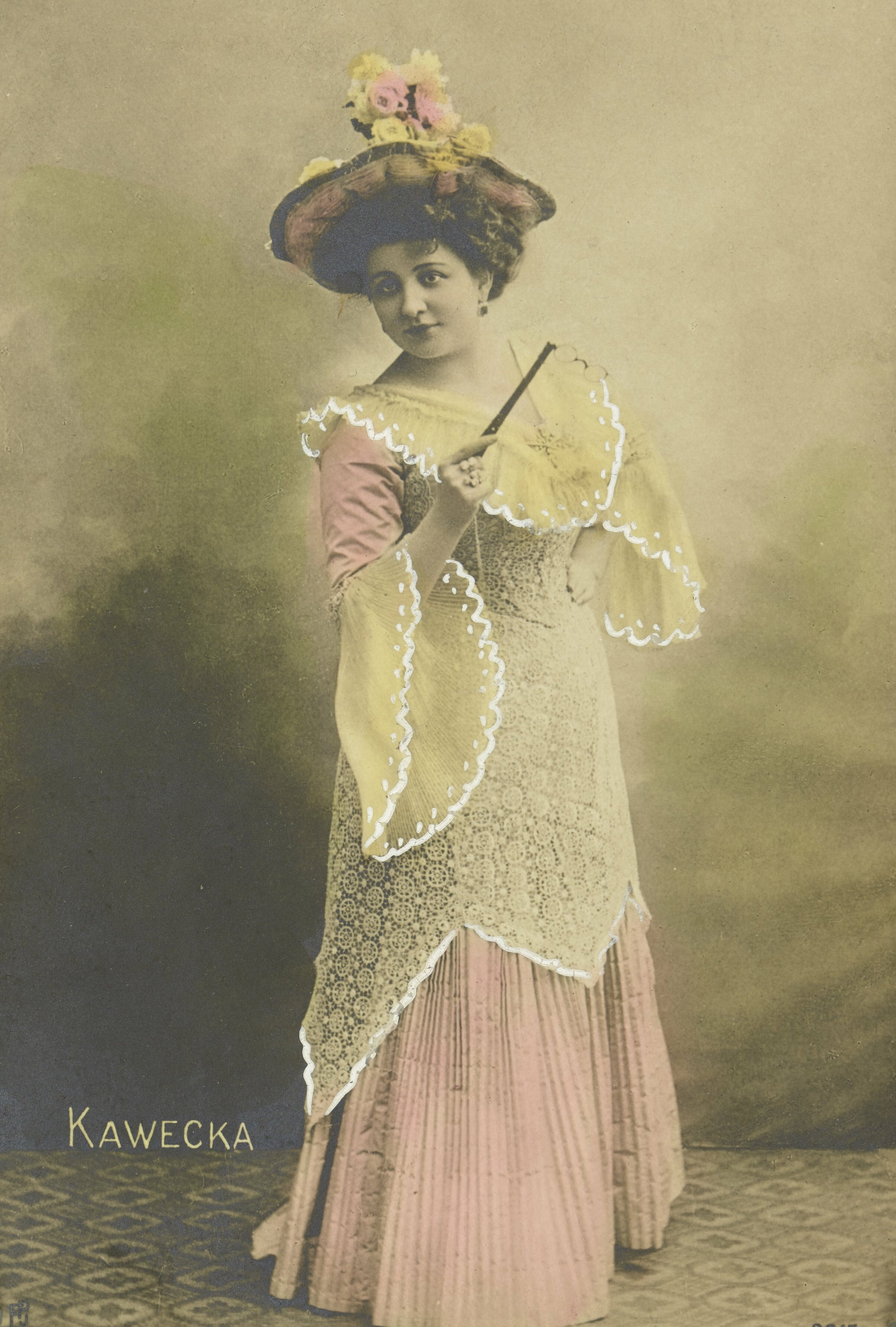
Wiktoria Kawecka, pocztówka z 1905 r.

Znana jest jej rola w kinie w dwuodcinkowym filmie To co drożej milionów gdzie zagrała rolę główną. W roku 1915 debiutowała na scenie warszawskiego Teatru Wielkiego w partiach Gildy (Rigoletto) i Violetty (La Traviata) Giuseppe Verdiego. Od roku 1916 występowała w Teatrze „u Nikitskich Worot” w Moskwie wraz z innymi polskimi wykonawcami. Po wybuchu Rewolucji Październikowej powróciła w roku 1919 do Warszawy i po 10 latach ponownie zaczęła występować w Teatrze Nowości.
Po I wojnie światowej koncertowała i występowała w wielu miastach w Polsce (m.in. w Krakowie, Łodzi, Wilnie, Lwowie i Lublinie) i na świecie.
W 1921 przy ul. Nowy Świat 43 założyła własny teatr „Wodewil”, ale już po roku z niego zrezygnowała.
W 1923 występowała w operze w Bukareszcie, w latach 1924–1925 w Teatrze Wielkim w Wilnie, a od 1926 w warszawskim Teatrze Niewiarowskiej.
Pod koniec lat dwudziestych występowała w Nicei i Rydze. Zmarła w Warszawie podczas gościnnych występów.

### Talent
Kawecka była niezwykle uzdolnioną śpiewaczką, nie tylko obdarzona wielkim talentem, ale również technicznie świetnie śpiewała. Krytycy zachwycali się barwą, skalą i nośnością jej głosu. Zachwalali wzorową emisję, kunsztowne frazowania, wspaniałe piano. Forte Kaweckiej było tak silne, że będąc już po pięćdziesiątce śpiewaczka nadal potrafiła zagłuszyć młodszego o dwadzieścia lat partnera. Występy wokalne uzupełniała gwizdem artystycznym, tak jak miało to miejsce podczas występu w operetce Dziesięć cór na wydaniu, jodłowaniem, mruczandem. Grała również na fortepianie, natomiast jej zdolności aktorskie i taneczne pozostawiały wiele do życzenia, tym samym w zakresie występów teatralnych została zastąpiona przez młodszą i zdolniejszą kadrę.

### Życie poza sceną
Kawecka bardzo lubiła podróżować. Ponieważ lubiła grać w ruletkę, jedną z form wypoczynku jaki preferowała były coroczne wyjazdy do Monte Carlo.
W ówczesnych gazetach nazywano ją „słowikiem warszawskim” i „królową brylantów” z uwagi na jej pasję jaką było kolekcjonowanie brylantów. Kawecka dorobiła się wielkiego majątku. Ponieważ była adorowana przez wielu wielbicieli miała również pokaźną kolekcję biżuterii, w tym również brylantów. Zwyczajem bogatych kupców, było obdarowywanie jej koszem kwiatów w którym umieszczali także brylant. Jeden z wielbicieli – cukiernik Edmund Gwizdalski – podarował jej nową willę Versal w Skolimowie koło Konstancina. Zgromadzony majątek Kawecka ulokowała w warszawskiej kamienicy przy ul. Hożej 39 zbudowanej w roku 1911 według projektu Józefa Napoleona Czerwińskiego i Wacława Heppena.
Jej majątek po śmierci wyceniono na pięć milionów ówczesnych złotych.
Kawecka chorowała na uremię.

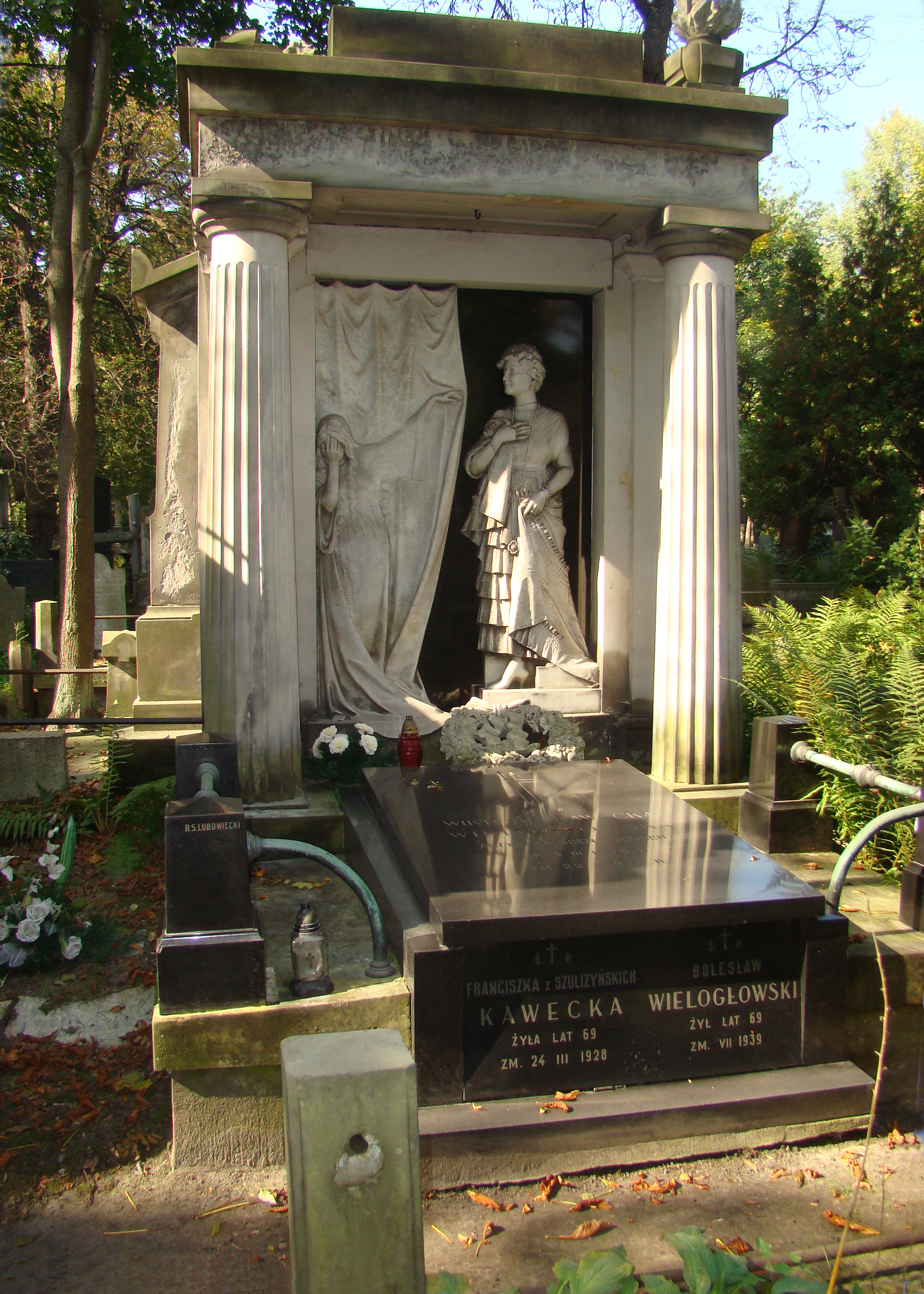
Grób Wiktorii Kaweckiej na warszawskich Powązkach

Wiktoria Kawecka spoczywa wraz z mężem na cmentarzu Powązkowskim w monumentalnym grobowcu zbudowanym przez firmę Romana S. Lubowieckiego z rzeźbą autorstwa Bartłomieja Mazurka (kw. 35–V–9/10).
W 2004 roku jedną z warszawskich ulic nazwano jej nazwiskiem.

## Spektakle teatralne (wybór)
- 1893 – Student żebrak, Teatr Mały
- 1895 – Sprzedana narzeczona, Teatr Nowy, Warszawa
- 1900 – Dama od Maksyma, Teatr Letni
- 1900 – Słodka dziewczyna, Teatr Nowości
- 1900 – Milionowa narzeczona, Teatr Nowości
- 1906 – Wesoła wdówka, Teatr Nowości
- 1909 – Krysia leśniczanka, Teatr Nowości
- 1909 – Czar walca, Teatr Nowości
- 1909 – Orfeusz w piekle, Teatr Nowości
- 1909 – Królowa miliardów, Teatr Nowości
- 1909 – Gejsza, Teatr Nowości
- 1909 – Rozwódka, Teatr Nowości
- 1900 – Zakazane całusy, Teatr Nowości
- 1909 – Cygańska miłość, Teatr Nowości
- 1910 – Manewry jesienne, Teatr Nowości
- 1921 – Dama w gronostajach, „Wodewil”
- 1922 – Marica
- 1924 – Królowa brylantów
- 1924 – Karnawał królewski
- 1924 – Potęga miłości
- 1924 – Noc Bachusowa
- 1924 – Piękna Helena
- 1926 – Księżniczka Ilica

## Dyskografia (wybór)
- 1909 – Wiktoria Kawecka i Józef Redo artyści teatru „Nowości” śpiew z akompaniamentem orkiestry (Warszawa), Syrena Rekord (SGR 8755–8757)
- 1909 – Lucyna Messal i Wiktoria Kawecka artystki teatru „Nowości” w Warszawie, Syrena Rekord (SGR 8758)